# Софія Адельгейда Баварська
Софія Адельгейда Баварська (нім. Sophie Adelheid in Bayern), повне ім'я Софія Адельгейда Людовіка Марія  (нім. Sophie Adelheid Ludovika Maria in Bayern, 26 липня 1875 — 4 вересня 1957) — баварська принцеса з династії Віттельсбахів, донька герцога Баварського Карла Теодора та португальської інфанти Марії Жозе, дружина графа Террінг-Еттенбаського Ганса Файта.

## Життєпис
Софія Адельгейда народилась 26 липня 1875 року в маєтку Поссенгофен. Вона була первістком в родині герцога Баварського Карла Теодора та його другої дружини Марії Жозе Португальської.

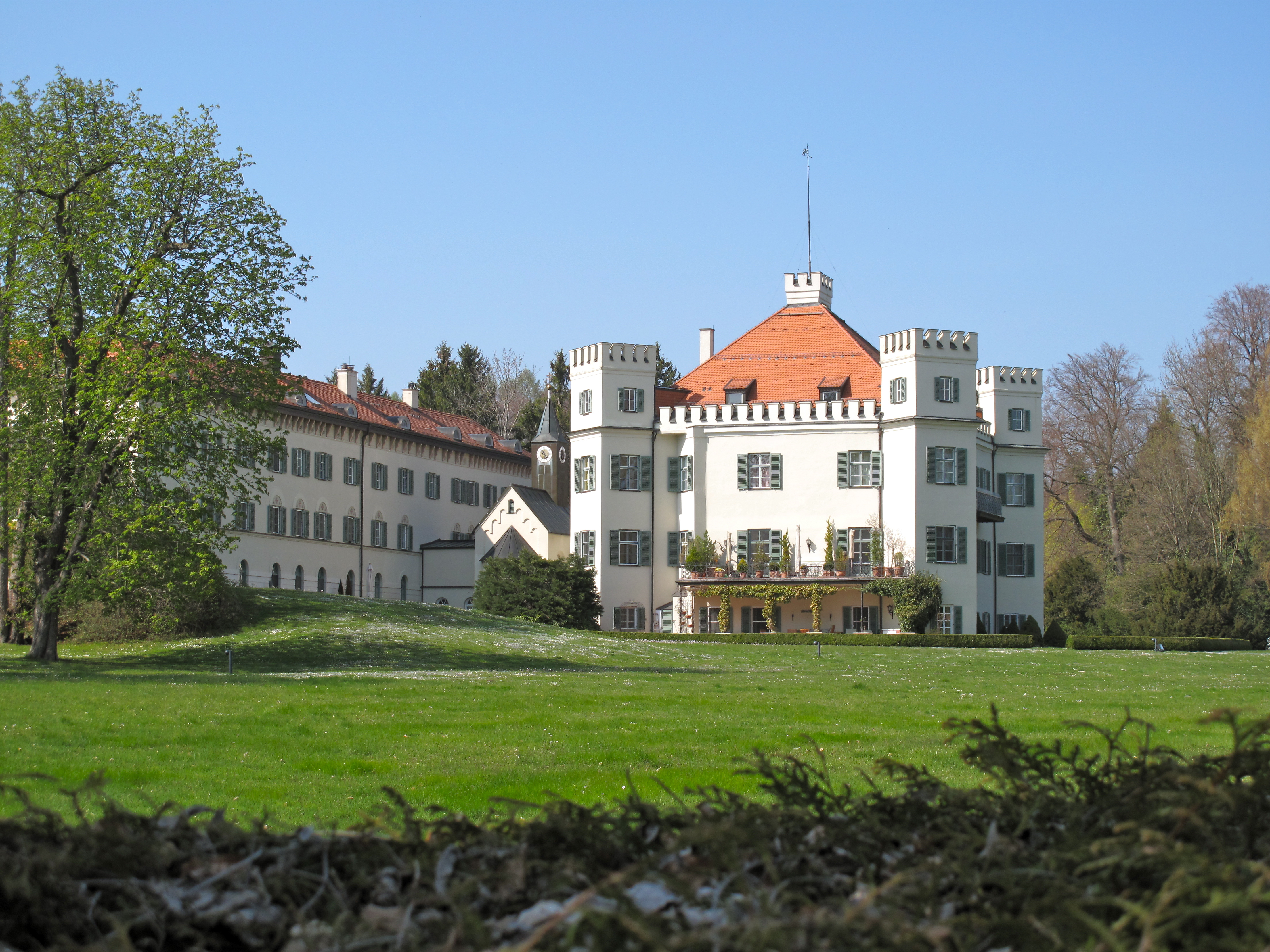
Поссенгофен

 Батько після смерті першої дружини, від якої мав  доньку Амалію, поринув у вивчення медицини. Ще до народження Софії Адельгейди він отримав ступінь доктора медицини, а коли їй виповнилося два роки — почав займатися лікарняною практикою. Незабаром в родині з'явились ще дві доньки: Єлизавета Габріела та Марія Габріела. Матір, будучи дуже релігійною жінкою, суворо слідкувала за освітою доньок, намагаючись прищепити їм сильне почуття обов'язку та повагу до традицій і соціальних умовностей.
Сім'я жила у замку Тегернзеє, де у 1880 батьки відкрили офтальмологічну клініку. Карл Теодор проводив операції, а Марія Жозе йому асистувала. У 1895 році вони придбали будинок у Мюнхені, де відкрили ще одну клініку для знедолених. До того часу в родині народилися і двоє синів: Людвіг Вільгельм та Франц Йозеф. 
Софія Адельгейда 26 липня 1898 року пошлюбилася із 36-річним графом Террінг-Еттенбах Гансом Файтом. Пишне весілля відбулося у родовому замку нареченого Зеєфельд. У подружжя народилося троє дітей.
Навесні 1927 Ганс та Софія видали заміж доньку Антонію. 28 грудня 1927 року народилась їхня перша онука, Елеонора Софія.
Ганс Файт помер 29 жовтня 1929. Софія Адельгейда пішла з життя 4 вересня 1957 у замку Зеєфельд, що після поділу Німеччини опинився у ФРН.

## Родина
Чоловік — Ганс Файт, граф Террінг-Еттенбаський
Діти:
- Карл Теодор (1900—1967) — граф Террінг-Еттенбаський, був одружений із принцесою Грецькою та Датською Єлизаветою, мав сина та доньку;
- Марія Жозефа Антонія (1902—1988) — одружена із Антоном Воернером, мала двох доньок;
- Ганс Геріберт (1903—1977) — граф Террінг-Еттенбаський, одружений із Вітторією Ліндпейнтер, згодом — із баронессою Вальдботт фон Бассенхайм Марією Іммакулатою, мав п'ятьох дітей від другого шлюбу.